# Justin Grimm
Pour les articles homonymes, voir Grimm.
Justin Grimm (né le 16 août 1988 à Bristol, Tennessee, États-Unis) est un lanceur droitier des Ligues majeures de baseball.

## Carrière

### Rangers du Texas
Alors qu'il joue au baseball en 2007 dans une école secondaire de l'État de Virginie, Justin Grimm est repêché par les Red Sox de Boston au 13e tour de sélection. Il ne signe pas avec le club et s'inscrit plutôt à l'université de Géorgie, où il évolue pour les Bulldogs. Grimm est repêché en 5e ronde par les Rangers du Texas en 2010 et amorce sa carrière professionnelle en ligues mineures l'année suivante avec un club-école de cette franchise.

#### Saison 2012
En 2012, il maintient une moyenne de points mérités de 1,87 avec 8 victoires et 3 défaites en 13 départs chez les RoughRiders de Frisco, le club-école des Rangers du Texas dans la Texas League. En juin, il est rappelé des mineures par les Rangers pour pallier la perte du lanceur Neftali Feliz, blessé. Faisant le saut du niveau Double-A des ligues mineures directement au niveau majeur, Grimm fait ses débuts le 16 juin 2012. Il retire 7 joueurs adverses sur des prises dans cette première partie comme lanceur partant et savoure sa première victoire dans ce gain de 8-3 des Rangers sur les Astros de Houston. Il effectue deux départs et ajoute trois présences comme lanceur de relève pour Texas en 2012. Il remporte une victoire contre une défaite et enregistre 13 retraits sur des prises en 14 manches lancées, mais ses 14 points accordés font grimper sa moyenne de points mérités à 9,00.

#### Saison 2013
Grimm est ajouté à la rotation de partants des Rangers tôt durant la saison 2013 après que Matt Harrison est ajouté à la liste des joueurs blessés et il effectue son premier départ le 11 avril. Malgré seulement 3 départs au cours du premier mois de la campagne, sa fiche de 2-0 et sa moyenne de points mérités de 1,59 lui valent le titre de meilleure recrue du mois d'avril en Ligue américaine.

### Cubs de Chicago
Le 22 juillet 2013, Grimm, le joueur de premier but Mike Olt et les lanceurs C. J. Edwards et Neil Ramirez sont échangés aux Cubs de Chicago contre le lanceur partant Matt Garza.
En 10 sorties et 9 manches lancées comme releveur pour les Cubs en fin de saison 2013, Grimm n'alloue que deux points mérités mais encaisse deux défaites. Il termine l'année avec 7 gains, 9 revers et une moyenne de 5,97 en 17 départs, 10 sorties en relève et 89 manches lancées pour Texas et Chicago.